# Bimbo, Republica Centrafricană
Bimbo  este un oraș  în partea de sud a Republicii Centrafricane. Este reședința prefecturii  Ombella-M'Poko.